# Cansjera
Cansjera es un género con 16 especies de plantas de flores perteneciente a la familia Opiliaceae. Son nativos de los trópicos del Viejo Mundo. 

## Especies seleccionadas
| - Cansjera grossularioides - Cansjera helferiana - Cansjera lanceolata - Cansjera leptostachya - Cansjera madagascariensis - Cansjera malabarca - Cansjera manillana - Cansjera martabanica | - Cansjera monostachya - Cansjera parvifolia - Cansjera pentandra - Cansjera polystachya - Cansjera rheedii - Cansjera scandens - Cansjera timorensis - Cansjera zizyphifolia |